# Stagetomorphus indicus
Stagetomorphus indicus is een keversoort uit de familie klopkevers (Anobiidae). De wetenschappelijke naam van de soort is voor het eerst geldig gepubliceerd in 1914 door Pic.